# Серебряный Соболь
Серебряный Соболь (англ. Silver Sable), настоящее имя Сильвия Саблинова (англ. Silvija Sablinova) — персонаж, появляющаяся в американских комиксах издательства Marvel Comics. Профессиональная наёмница, глава Дикой Стаи и генеральный директор Silver Sable International. Хотя она и не является преступницей, её работа в качестве наёмницы часто приводила к конфликту с несколькими супергероями, такими как Человек-паук. На протяжении многих лет с момента её первого появления в комиксах героиня фигурировала в других медиа продуктах, включая мультсериалы и видеоигры.

## История публикаций
Серебряный Соболь была придумана Томом Дефалко, Роном Френцем и Джозефом Рубинштейном, и впервые появилась The Amazing Spider-Man #265 (июнь, 1985). Источником вдохновения послужили карты сафари, купленные Томом Дефалко. С тех пор она периодически появлялась в комиксах в качестве союзника Человека-паука. В 1995 году была выпущена серия комиксов под названием Silver Sable and The Wild Pack, написанная Григорием Райтом и Стивеном Батлером. Серия состояла из 35 выпусков, однако была отменена, как и многие другие проекты «Marvel Comics» того времени.
После этого Серебряный Соболь стала появляться в различных комиксах в качестве второстепенного персонажа. В 2006 году была выпущена ограниченная серия Sable and Fortune, где Серебряный Соболь состояла в команде с Домиником Фортуной. Первоначально планировалось шесть выпусков, однако количество сократилось до четырёх после выхода первого выпуска.

## Биография
База Дикой Стаи располагается в крохотном европейском государстве под названием Симкария. Когда-то название «Дикая стая» было использовано группой Кейбла, однако в связи с конфликтом с Серебряным Соболем он сменил название группы на Стаю Шести.
Государство Симкария граничит с другим небольшим государством Латверией, которым управляет Доктор Дум. Видимо дружба между этими двумя государствами существует довольно давно.
Отец Сильвер был одним из самых лучших охотников на нацистов и работал вместе с Джеймсом Хоулеттом, известного как Канадец в то время. Мать Сильвер была убита врагами её отца. Одержимая жаждой мести Сильвер просила отца обучить её тому, что он знает. После его смерти она взяла контроль над Дикой Стаей в свои руки и основала Silver Sable International. Когда-то она встретила Иностранца и официально стала его женой, однако они расстались, когда Соболь узнала, что тот ответственен за смерть её дяди Фрица. На сегодняшний день отношения между ними колеблются от дружбы, до убийства. У Сильвер также есть дядя Морти, заведующий её делами и помогающий ей сохранять спокойствие в трудную минуту. Помимо этого Сильвия имеет двоюродную сестру сироту Анну.
Во время охоты на международного преступника Чёрного Лиса, Серебряный Соболь случайно сталкивается с Человеком-пауком. В конечном итоге Человеку-пауку удалось вернуть похищенные драгоценности, но он позволил вору скрыться. Соболь также некоторое время работала сообща с Паладином, Пумой, Соло, Соколиным глазом и Песочным человеком.
Однажды Серебряный Соболь была нанята небольшой южно-африканской страной для обезвреживания международного террориста Джейсона Макендейла, более известного как Джек-фонарь. Спустя некоторое время Серебряный Соболь и другие члены Дикой Стаи попали в засаду, но были спасены Человеком-пауком. Когда она и её люди наконец настигли Джека-фонаря, тот сбежал.
Некоторое время спустя она заключила союз с Человеком-пауком, Капитаном Америка, Соло и Паладином, чтобы разыскать Саблезубого и Красного Черепа, которые хотели настроить США против Симкарии.
Позже она была нанята Человеком-пауком, для кражи компрометирующих документов из Маджии, а затем впервые столкнулась с Вольницей. Во время миссии в Ираке погиб один из членов Дикой Стаи, но Серебряный Соболь отказалась выплачивать компенсацию семье этого человека за его халатность. Она была нанята Вольницей, чтобы получить симкарианское ядерное устройство в Англии. Также она была нанята повстанцами, чтобы спасти дочь канадского министра. При помощи Человека-паука и Песочного человека она спасла племянницу, похищенную Гидрой. Она также охраняла немецкого профессора Вольфганга фон Хесслера. Во время Shadowland Серебряный Соболь работает вместе с Паладином, Мисти Найт и Капюшоном.
Во время сюжета «Пределы Земли» Серебряный Соболь объединяется с Человеком-пауком и Чёрной вдовой для противостояния Доктору Осьминогу. Они проникают в Сахару, где успешно побеждают Песочного человека. Соболь вскоре проникает на подводную базу Октавиуса, где сталкивается с Носорогом. Тот, опечаленный гибелью жены, захватывает её, не давая сбежать с тонущей базы, из-за чего оба, предположительно погибают. Тем не менее, когда Человек-паук посещает Мадам Паутину, та говорит ему, что Серебряный Соболь выжила. Позднее Человек-паук видит её и других умерших героев (в том числе и Носорога), когда его сознание находится в теле Доктора Осьминога.
Оказавшаяся живой Сильвер просит Человека-паука помочь ей в предотвращении недавнего переворота в Симкарии, организованного Норманом Озборном. Соболь объясняет, что она пережила столкновение с Носорогом, используя личную экипировку, дабы скрыть своё присутствие, отвлекая его на достаточно долгое время, чтобы сбежать. Таким образом, находясь в подполье ей удалось выследить большинство своих врагов.

## Силы и способности
Серебряный Соболь — спортивная женщина, не обладающая сверхчеловеческими способностями. Она является высококвалифицированным мастером рукопашного боя и других боевых искусств, стрельбы, фехтования. Кроме этого она отличный лидер и стратег, опытная гимнастка, имеет исключительную силу, скорость, выносливость и ловкость. Девушка свободно разговаривает на французском, немецком и многих других языках.
Серебряный Соболь носит синтетическую эластичную ткань из кевлара по всему торсу. Она часто использует катану, чаи (метательные снаряды в виде трехлучевого полумесяца), электрошокер и дерринджер. В её распоряжении находятся новейшие технологии и оборудование, предоставляемые Silver Sable International.

## Альтернативные версии

### Ultimate Marvel

Ultimate Серебряный Соболь на обложке Ultimate Spider-Man #87. Художник — Марк Багли.

В Ultimate-Вселенной Серебряный Соболь, как и в других версиях — наёмница. Она является главным злодеем одноимённой арки. У Сильвер было трудное детство: отец ушёл из семьи, а мать не занималась ребёнком. В итоге Сильвер ненавидела отца, которого даже не помнила, а с мамой не разговаривала. Всю злобу она вымещала на сверстниках, и потому с девочкой почти никто не общался. Так Сильвер выросла в настоящую волчицу-одиночку. Но жизнь девочки изменилась. когда к ней подошёл неизвестный и сказал, что её отец умирает. Придя к отцу, Сильвер, наконец, узнала правду. Оказывается, он был охотником на нацистов, скрывавшихся после Второй мировой войны. Он хотел отомстить им за то, что они убили его родителей. Чтобы финансировать поиски, его команде приходилось подрабатывать наёмниками. Сильвер поклялась продолжить дело отца. Она обратилась за помощью к его друзьям, которые сделали её профессионалом. В этой версии она также управляет Дикой Стаей.
Её нанимает глава корпорации «Роксон» для поимки Человека-паука. После нескольких недель расследования ей удаётся выследить Человека-паука, но группа по ошибке захватывает Флэша Томпсона. Вскоре Соболь понимает, что Томпсон не является Пауком. Наёмники решают убить Флэша, но тот сбегает от них. Позже Дикой Стае всё же удаётся захватить настоящего Человека-паука, но вдруг на здание «Роксон» нападает Стервятник. Соболь помогает Пауку одолеть его, после чего требует от президента «Роксон» оплату и клянётся, что убьёт его на месте если увидит ещё раз. После неудачного дела Соболь и её наёмники предпочли временно не участвовать в активных операциях.
Позже Соболь и её наёмники были наняты Боливером Траском для захвата Эдварда Брока, более известного как Веном. После того как он сражается с Человеком-пауком, Соболь и члены Дикой Стаи захватывают Брока. Перед отъездом Соболь «благодарит» Паука за оказанную помощь и «дарит ему жизнь». Когда Соболь доставляет Брока Траску, на здание нападает Жук, который парализует наёмников ядовитым газом. Вскоре Соболь и её наёмники вновь пытаются захватить Венома, но им не удаётся сделать этого, так как на место прибывают Алтимейтс и сажают Серебряного Соболя и её банду в тюрьму Щ.И.Т.а.

### What If…?
Во вселенной What If…? в истории Что если бы Человек-паук женился на Чёрной Кошке, Чёрная кошка и Паладин погибают в сражении друг с другом. Между Серебряным Соболем и Человеком-пауком начинаются романтически отношения из-за общей скорби о потери близких. Наблюдатель Уату не знает к чему приведут эти отношения.
В истории Эра Альтрона Серебряный Соболь является членом команды Защитники. Она погибает от руки Альтрона, творения Хэнка Пима.

### Deadpool: Wade Wilson’s War
В сюжете «Война Уэйда Уилсона» Серебряный Соболь была участницей секретного проекта американской армии по созданию суперсолдат и входила в боевой отряд вместе с Дэдпулом, Меченым и Домино.

## Вне комиксов

### Телевидение

Серебряный Соболь в мультсериале 1994 года

- Серебряный Соболь появляется в арке «Шесть забытых воинов» мультсериала «Человек-паук», где её озвучила Мира Фурлан[2]. Здесь она возглавляет Дикую Стаю. Её нанимает Рейнхольт Шмидт для похищения немецкого учёного. Прежде, чем им удалось выполнить задание, на них напала Зловещая шестёрка. Человеку-пауку удалось спасти всю группу.
- Соболь является главным антагонистом 10 серии 1 сезона мультсериала «Человек-паук», где её озвучивает Вирджиния Мэдсон[2]. Здесь Соболь — профессиональный наёмный убийца, который, тем не менее, убивает лишь преступников. Она совершает покушение на мэра города и члена Европейского союза Харлана Треймена. Питер Паркер, сам того не зная, успевает заснять Серебряного Соболя. Покушение проваливается, поскольку Человек-паук успевает избавиться от бомбы. Серебряный Соболь вместе со своими сообщниками проникает в квартиру Паркера, чтобы достать плёнку, но тот успевает спрятаться. Позднее она берёт в заложники Гарри Озборна, Мэри Джейн Уотсон и Индиру Дэймоджи. Человек-паук вскоре понимает, что цель Соболя не мэр а Треймен, который, на самом деле является опасным террористом. Человек-паук догоняет лимузин Соболя и вступает с ней в схватку, в результате которой она падает с моста в воду, но выживает. В 12 серии 1 сезона Соболь объединяется с Крэйвеном-охотником, который жаждет отомстить Человеку-пауку за то, что из-за него его отправили в ГУЛаг. Впоследствии Человек-паук побеждает Соболя и её захватывает полиция. Как выяснилось позже Серебряный Соболь и Крэйвен были лишь иллюзиями, созданными близнецами Гайн.
- Серебряный Соболь появляется во втором сезоне мультсериала «Новые приключения Человека-паука», где её озвучивает Никки Кокс[2]. Здесь она — Сейбл Манфреди, дочь криминального авторитета Сильвермейна. Она охотится за чипом, который создаёт из людей суперсолдат, таких как Носорог. Помимо неё охоту за чипом ведут Родерик Кингсли и Кувалда. Человек-паук побеждает Соболя, но та сбегает от полиции. В 10 серии 2 сезона она и её отец появляются в оперном театре вместе с Надгробием, Доктором Осьминогом и Стервятником, где Кувалда предаёт их всех.
- Серебряный Соболь появляется в мультфильме «Человек-паук» 2017 года, озвученная Эйприл Стюарт[2].

### Кино
22 марта 2017 года The Hollywood Reporter сообщил, что Sony Pictures разрабатывает фильм о Серебряном Соболе и Чёрной кошке, сценарий к которому напишет Кристофер Йост, сценарист фильма «Тор: Рагнарёк». Картина будет частью киновселенной, сосредоточенной на второстепенных персонажах из комиксов про Человека-паука. Тем не менее, сам Человек-паук в ней не появится и она не будет связана с Кинематографической вселенной Marvel. В мае 2017 года было объявлено, что Джина Принц-Байтвуд станет режиссёром фильма «Серебряное и чёрное». Съёмки должны были начаться в марте 2018 года, но с тех пор оно было отложено «на неопределенный срок». Принц-Байтвуд сказала, что причиной задержки были проблемы со сценарием. Пока фильм был первоначально запланирован к выходу 8 февраля 2019 года, Sony удалила дату выпуска из расписания. Производство планировалось начать в 2019 году, но в августе 2018 года Sony объявила, что «Серебряное и Чёрное» был отменён в пользу того, что оба персонажа должны иметь свои отдельные фильмы. «Чёрная Кошка», по сообщениям, будет переработанной версией сценария «Серебряное и чёрное», а студия на данный момент ищет сценаристов для «Серебряного Соболя». Принц-Байтвуд будет выступать в качестве продюсера по обоим проектам.

### Видеоигры
- Серебряный Соболь появляется в игре Ultimate Spider-Man, где её озвучивает Дженнифер Хейл[37]. Здесь её нанимает Траск для поимки Венома . Сначала она и члены Дикой Стаи предпринимают попытку захватить Венома самостоятельно, но тот уничтожает всех наёмников Соболя и сбегает. Спустя некоторое время, Соболь использует пойманного Брока в качестве приманки для Человека-паука. Тем не менее Брок сбегает и между ними завязывается бой. После того, как он одерживает победу, люди Соболя вновь вступают с ним в бой. Затем он сбегает. Впоследствии Серебряный Соболь похищает Питера Паркера, когда он находится в гражданской идентичности, однако он побеждает её в рукопашном бою. После этого она вместе с Паркером спасает гражданских. Затем она атакует его, но тут же появляется Веном и вырубает её. Человеку-пауку приходится защищать её. После она доставляет раненых Венома и Паука к Траску, где Паркера захватывает Карнаж. Последний раз появляется на крыше здания Траска. Питер готовится к поединку, но она сообщает что её контракт с Траском иссяк и говорит ему, чтобы он не принимал всё близко к сердцу, так как «бизнес есть бизнес».
- Она появляется в игре Spider-Man: Battle for New York, где её вновь озвучила Дженнифер Хейл[38]. Она была нанята Кингпином, чтобы разобраться с его «неприятными делами». По сюжету, она сражается с Человеком-пауком и Зелёным гоблином.
- Джениффер Хейл вновь озвучила своего персонажа в игре Spider-Man: Friend or Foe, где Серебряный Соболь была нанята Ником Фьюри[39]. Персонаж доступен с самого начала игры, наряду с Бродягой.
- Серебряный Соболь появляется в игре The Punisher: No Mercy в версии для PSP[40].
- Серебряный Соболь, вновь озвученная Джениффер Хейл[41] присутствует в игре Spider-Man: Shattered Dimensions. Здесь она и её Дикая Стая пытаются захватить Джаггернаута.
- Серебряный Соболь появляется в MMORPG Marvel Heroes[42].
- Серебряный Соболь, озвученная Мэри Элизабет Макглинн, является одним из боссов игры Spider-Man Unlimited[43].
- Серебряный Соболь является играбельным персонажем в Marvel Avengers Academy, озвученная Морган Бэрри[44].
- Серебряный Соболь появляется в игре Marvel’s Spider Man, где её озвучила Николь Элиз[45]. Сильвер Саблинова, известная под своим настоящим именем, является лидером Sable International, частной военной фирмы, нанятой мэром Нью-Йорка Норманом Озборном, чтобы остановить Мистера Негатива и Внутренних Демонов после террористической атаки в ратуше. Из-за жестоких методов организации, ущемляющих гражданские права мирных жителей в ходе выполнения миссии, город восстаёт против Sable International, в то время как Человек-паук зачищает несколько аванпостов, использованных для несправедливого заключения в тюрьму невинных людей. Разъярённая Саблинова пытается поймать Человека-паука, однако, в конечном итоге, встаёт на его сторону, когда Отто Октавиус едва не забивает супергероя до смерти. Разочаровавшись в своём профессионализме, Сильвер возвращается в Симкарию, дабы переосмыслить свои методы, при этом оставляя агентов завершить контракт. Впоследствии она появляется в DLC «Серебряный луч», где возвращается в Нью-Йорк и объединяется с Человеком-пауком, чтобы вернуть украденную технологию у криминального авторитета Кувалды, дабы в дальнейшем воспользоваться ею для разрешения внутренних конфликтов на родине. В результате, они побеждают Кувалду, прежде чем Саблинова возвращается в Симкарию, вдохновившись примером Человека-паука.